# Iceberg

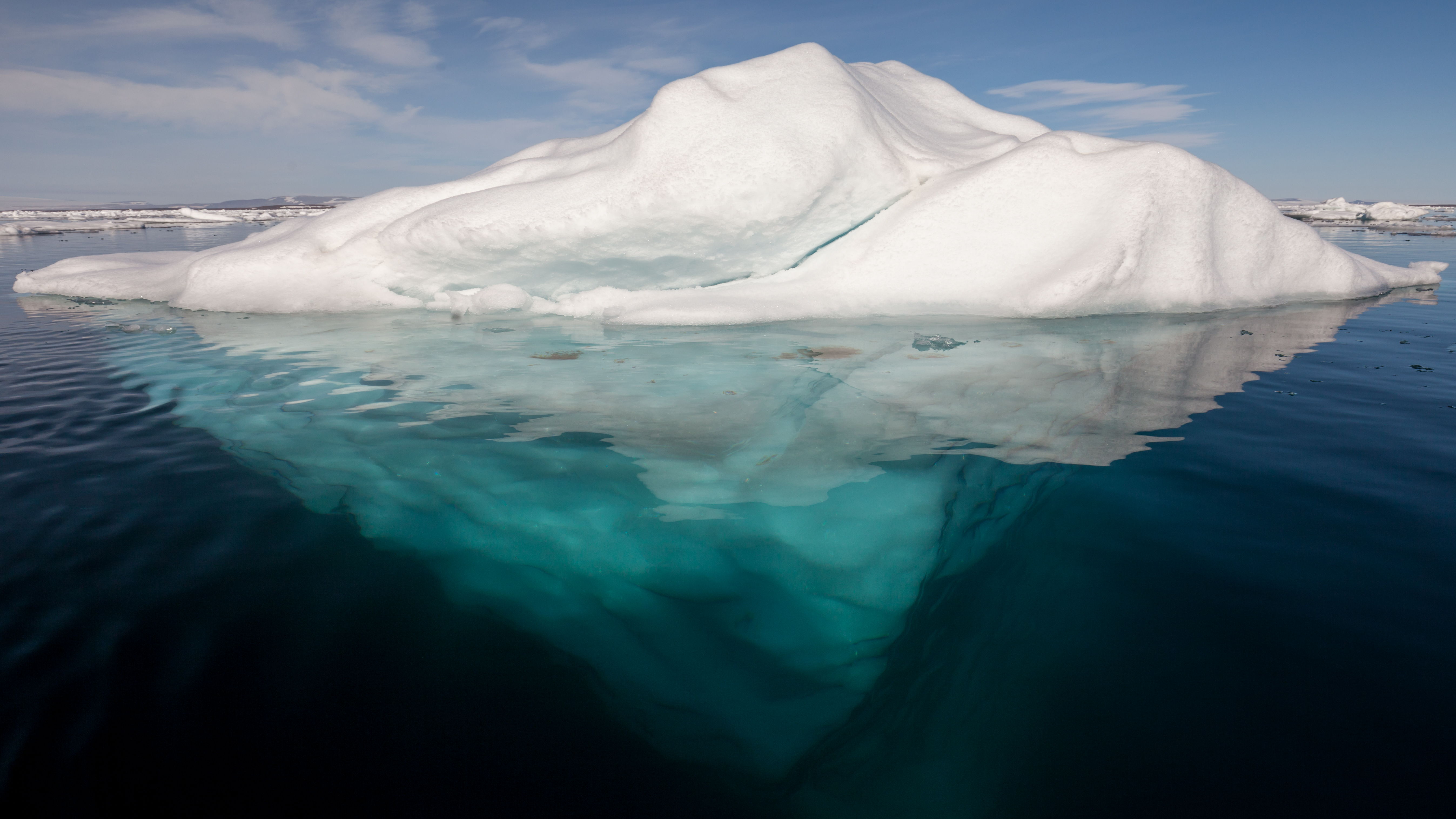
Um iceberg com a parte de baixo exposta.

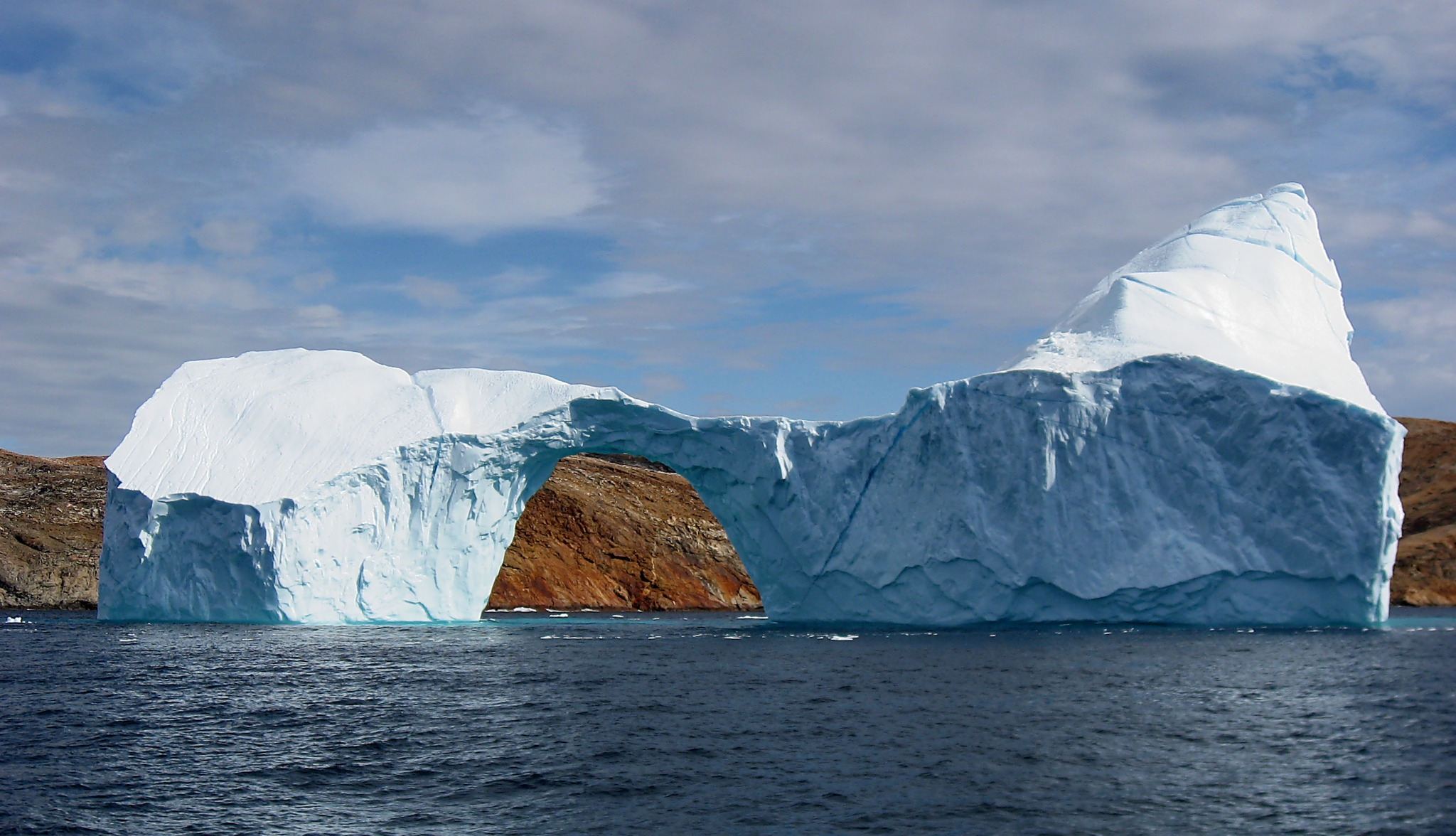
Um icebergue no Oceano Atlântico Norte, em 2007.

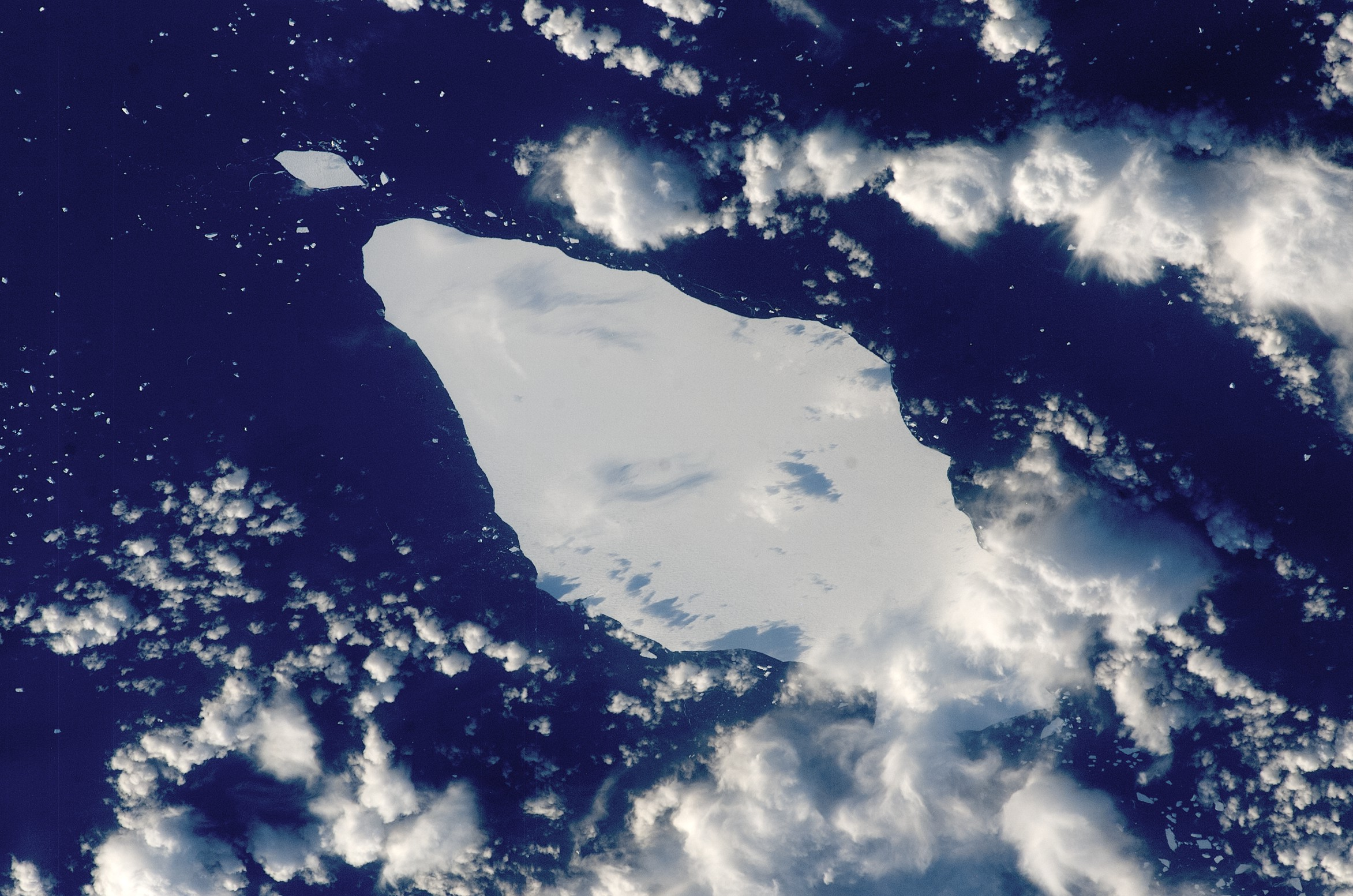
Iceberg A22A no Oceano Atlântico Sul (2002).

Um iceberg, aicebergue, icebergue (do inglês iceberg, em última análise do holandês ijsberg, literalmente "montanha de gelo") ou geleira, é um bloco ou massa de gelo de grandes proporções que, tendo-se desprendido de uma geleira (por exemplo, das existentes nas calotas polares, originárias da era glacial), de um glaciar ou de uma plataforma de gelo continental, vagueia pelo mar, levado pelas águas dos mares árticos ou antárticos.

## Aportuguesamento
As formas aportuguesadas aicebergue e icebergue encontram-se registadas no Dicionário Priberam da Língua Portuguesa, e no Dicionário da portuguesa Porto Editora. A forma aicebergue encontra-se no Dicionário brasileiro Sacconi e é recomendada no Dicionário de Dificuldades da Língua Portuguesa do brasileiro Paschoal Cegalla. A palavra geleira é também aceita como sinónimo de iceberg pelo Dicionário Priberam.

## Descrição
Icebergs são constituídos primordialmente de água doce, conquanto não puramente, dado que podem trazer em seu interior outros corpos (animais, fósseis ou não). Não se devem confundir com banquisas (plataformas de água do mar congelada no inverno), que raramente resistem ao verão.
De cada icebergue, apenas cerca de 10% da sua massa (ou volume, dado que a massa específica da água, mesmo no estado sólido, é significantemente próxima de 1 g.cm−3) emerge à superfície. A rigor, a massa específica do gelo em condições polares vale 0,917 g.cm−3, e permanece essencialmente constante durante toda a "vida" útil do bloco como tal, embora lenta, mas progressivamente crescente com o decurso do tempo e o contato com o meio por onde flutua. Os demais cerca de 90% permanecem submersos, donde o enorme perigo que conferem especialmente à navegação. Em se tratando de dimensões lineares, notadamente a altura, tem-se que, em média, cerca de 1/7 do iceberg aflora, emerso à superfície, enquanto os demais 6/7 constituem a porção oculta, o lastro submerso da massa polar flutuante.
A flutuação do iceberg decorre do fato físico que o gelo polar (de água doce) possui massa específica (ou densidade absoluta) de cerca de 0,917 g.cm−3, enquanto a água do mar, por ser solução salina, apresenta massa específica necessariamente maior do que 1 g.cm−3 (em média, 1,025 g.cm−3). Assim, pelo Princípio de Arquimedes, o iceberg necessariamente flutua na água do mar. As dimensões lineares (alturas) e as massas e os volumes emerso e imerso (submerso) calculam-se pelas leis da hidrostática.
Desse fato concreto da natureza decorre o dito popular (conotativo) de que algo "é apenas a ponta do aicebergue", para se referir algo (empreendimento, problema, concreto ou abstrato, ou situação) que aparenta ser de simples enfrentamento ou solução, quando, na verdade, é de complexidade ou envergadura consideravelmente maior, a inspirar, pois, por cuidados maiores que os apenas evidentes.

## Acidentes
O exemplo mais conhecido de colisão naval com um iceberg é o episódio do naufrágio do transatlântico RMS Titanic em 14 de abril de 1912.